# Pichonia sessiliflora
Pichonia sessiliflora là một loài thực vật có hoa trong họ Hồng xiêm. Loài này được (C.T.White) Aubrév. miêu tả khoa học đầu tiên năm 1963.